# Seuls au monde (film)
Pour les articles homonymes, voir Seuls au monde.
Pour plus de détails, voir Fiche technique et Distribution.
Seuls au monde est un film français réalisé par René Chanas, sorti en 1952.

## Synopsis
Si François Hermenault a un but dans la vie c'est bien d'aider les autres, en particulier les enfants déshérités, victimes ou martyres. Avec une détermination obstinée, il parvient à fonder un foyer à leur destination qu'il baptise La Porte ouverte. Bientôt épaulé par l'efficace et dévouée Geneviève, il obtient des résultats probants.

## Fiche technique
- Titre : Seuls au monde
- Autre titre : La porte ouverte
- Réalisation : René Chanas
- Scénario : René Lefèvre
- Photographie : Nicolas Toporkoff
- Montage et premier assistant réalisateur : Jacques Poitrenaud
- Musique : René Sylviano
- Son : Roger Cosson
- Décors : René Moulaert
- Société de production et de distribution : DisCina
- Producteur : André Paulvé
- Pays :  France
- Format :  Noir et blanc - 1,37:1 - 35 mm - Son mono
- Genre : Comédie dramatique
- Durée : 83 minutes
- Date de sortie :
  - France -  11 juillet 1952

## Distribution
- Madeleine Robinson : Geneviève
- René Lefèvre : François Hermenault
- Louis Seigner : Le directeur
- Raymond Cordy : Jules
- Raphaël Patorni : L'avocat
- Marcel Pérès : Morin
- Georgette Anys : Mme Dussaut
- Rognoni : Lassègue
- Georges Tourreil : le président du tribunal
- Marcel Josz : Maître Borde
- Jean Ozenne : Campbell
- Marcel Delaître : Maillard
- Solange Sicard : La sage-femme
- Marie Albe
- Robert Lussac
- André Chanu
- Georges Paulais
- Serge Lecointe

et les gosses du "Rayon de Soleil" de Saint-Étienne-du-Grès